# Каракис, Ирма Иосифовна
Ирма Иосифовна Кара́кис (укр. Ірма Йосипівна Каракіс; 4 ноября 1930, Киев — 1 февраля 2022, Нью-Йорк, Нью-Йорк) — украинский советский архитектор, кандидат архитектуры. Автор десятков ТЭЦ, многих интерьеров гостиниц, ресторанов и различных общественных зданий. Опубликовала ряд книг, несколько десятков научных работ по решению интерьера жилых и общественных зданий. Разработала много дизайнов мебели, которая впоследствии выпускалась широким тиражом. Награждена золотой медалью ВДНХ УССР.

## Биография
Ирма Иосифовна Каракис родилась 4 ноября 1930 года в Киеве в семье архитектора Иосифа Каракиса (1902—1988) и преподавательницы немецкого языка Анны Каракис (1904—1993; в девичестве Копман).
В 1954 году окончила КИСИ, руководителем дипломной работы был Яков Штейнберг.
С 1954 по 1957 год — архитектор института «Промэнергопроект» в Киеве, а с 1957 до 1994 архитектор, старший научный сотрудник, а затем руководитель сектора интерьера и оборудования в Академии строительства и архитектуры УССР, позже Киевский зональный научно-исследовательский институт экспериментального проектирования (КиевЗНИИЭП).
В 1968 году в Академии строительства и архитектуры УССР защитила кандидатскую диссертацию на тему «Архитектурно-планировочные решения и новые виды оборудования гардеробов в различных типах школьных зданий». Автор ряда книг по интерьеру и многочисленных решений интерьеров мебели.
Ирма Иосифовна — автор ряда строительных объектов ТЭС, генеральных планов жилищного строительства, наборов мебели массового производства, интерьеров и оборудования школ, гостиниц, квартир, ресторанов и так далее. С 1962 года — член Союза архитекторов СССР, член Художественного-технического совета Украины с 1970 года, старший научный сотрудник с 1977 года.
В 2003 году переехала из Киева в Нью-Йорк. В США Ирма Каракис редактировала книги, ездила в поездки, принимала участие в рисовальном клубе.
Скончалась в Нью-Йорке 1 февраля 2022 года. Похоронена 3 февраля 2022 года на кладбище Маунт Ливанон в Иселин, Нью-Джерси.

## Отдельные публикации

### Книги
- Каракис И. И., Ахтеров И. С., Свешников О. А. Мебель для квартир односемейного заселения; под ред. чл.-кор. АС и А УССР М. П. Клековкина; Акад. строительства и архитектуры УССР, НИИ архитектуры сооружений. — Киев: Стройиздат УССР, 1962. — 145 с. (Тираж 11 000 экз.)
- Каракис И. И. Интерьер и оборудование школьных помещений. — Радянська Школа: Киев, 1970. — С. 102—107.
- Каракис И. И. Интерьеры школ и дошкольных заведений. — Будевельник: Киев, 1974.
- Каракис И. И. Интерьеры общественных зданий Украины; Гос. ком. по гражд. стр-ву и архитектуре при Госстрое СССР ; НИИ типового и экспериментального проектирования жилых и общественных зданий г. Киев. — Киев: Будівельник, 1975. — 144 с. (Тираж 10 000[4])
- Каракис И. И. Прогрессивные тенденции в развитии интерьера общественных зданий. — Киев, 1976.
- Ваша квартира. Три издания 1985, 1986 и 1991 гг.; общий тираж книги более 130 000 экз.

- Каракис, И. И. Ваша квартира. — 1-е издание. — Київ : Будiвельник, 1985. — С. 232. 60 000 экз.
- Каракис, И. И. Ваша квартира. — 2-е издание. — Київ : Будiвельник, 1986. — С. 232. — ISBN 5-7705-0292-4. 45 000 экз.
- Каракис, И. И. Ваша квартира. — 3-е издание, переработанное и дополненное. — Київ : Будiвельник, 1991. — С. 252. — ISBN 5-7705-0292-4. 30 000 экз.

- Каракис И. И. Встроенное оборудование и шкафы-перегородки в новых типах жилых домов. — М., 1984.
- Каракис И. И. Интерьер и оборудование гостиниц и общежитий. — М., 1989. — 64 с.[9]
- Современный интерьер школ и детских дошкольных учреждений. — М.: ВНИИТАГ, 1989. — 51 с. : ил. — (Общественные здания : обзор. информ / ВНИИ теории архитектуры и градостроительства; вып. 3)[10]
- Виховна робота серед учнів професійно-технічних училищ: Метод. рек. / Ін-т систем. досліджень освіти; Уклад.: С. В. Бобровник, І. Й. Каракіс, Н. М. Онищенко та ін. — К.: ІСДО, 1994. — 140 с. — Бібліогр.: с. 140.

### Энциклопедические издания
- Раздел «Мебель» // Украинская советская энциклопедия. Т. 6: Лахтак — Молдовеняска. — Киев: Главная редакция Украинской Советской Энциклопедии, 1981. — С. 356.
- Нормали основных планировочных элементов жилых и общественных зданий. НП-6.4-69. Учреждения массового отдыха. Помещения пионерских лагерей : проект / Госстрой СССР, Государственный комитет по гражданскому строительству и архитектуре; авт. кол.: С. В. Бабий, И. И. Каракис. — М.: ЦНИИЭП жилища отд. норм, стандартов и кат., 1969. — 46 с.[11]

### Статьи
- Каракіс І. Й. Меблі з гнуто-штампованих елементів // Вісник Академії будівництва і архітектури УРСР. — 1962. — № 1. — С. 15-21.
- Каракис И. И. Обоснование габаритов вспомогательного оборудования в школьных зданиях. Строительство и архитектура. — С. 66—80. — Киев: Будевельник, 1968. (тираж 1500)
- Каракис И. И. Раздел в книге «Интерьер Школы». — Киев: Просвещение, 1972. (совместно с Т. Е. Астрова, Л. В. Дороднова, М. И. Евзекова, В. Г. Ковальков, А. Е. Кошелев, Г. И. Маркизова, Т. И. Наливина, В. Н. Шихеев)
- Декоративное искусство в общественных зданиях Украины. 1975 (В сборнике «Советское декоративное искусство» 73/44. М.: Советский художник, 1975, C.110-120.)
- Каракис И. И. Для Дому и Семьи // Реклама. — С. 14-37 «Как оборудовать жилище». — Киев, 1980. (Тираж 97 000)
- Оборудование и мебель детских дошкольных учреждений. — М., 1984. (ISSN 0135-8138)
- Каракис И. И. Проблемы внедрения встроенного оборудования квартир // Строительство и архитектура. — 1987. — № 10. — С. 6-9 : фото, планы, рис.[12][13]
- Каракис И. И. Интерьер вашего офиса — современность и традиция // Журнал «ОФИС». — 1996. — С. 40—43.
- Каракис И. И. Восточный Классицизм: Всемирный центр Бахаи в Хайфе // Журнал А. С. С. (Art City Construction) — 2002. — № 8 (4). — С. 46-50.

## Отдельные реализованные проекты

### ТЭЦ
- Котельная заводов МГСС. Совместно с арх. Белоцерковским, Киев, Теличка (1954);
- Закрытое разгрузочное устройство Бердичевской ТЭЦ, Бердичев (1954);
- Генеральный план участка жилого строительства Бердичевской ТЭЦ, Бердичев (1954);
- Генеральный план участка жилого строительства Могилёв-Подольской ТЭЦ, Могилёв-Подольский (1954);
- Главное здание ТЭЦ мощностью 24 кв/т/ч., Текели (Казахстан) (1954);
- Тепловая электростанция в Текели (1954—1956)[2];
- Тепловая электростанция в Алма-Ате (1954—1956)[2];
- Главная контора, ограда и проходная Бердичевской ТЭЦ, Бердичев (1955);
- Реконструкция Алматинской ТЭЦ, Алма-Ата (1956);
- Генеральный план жилого квартала ТЭЦ в г. Килия по ул. Первомайской (не до конца закончен строительством) (1957);
- Тепловая электростанция в Чернигове (1958—1962)[2] и жилой квартал для Черниговской ТЭЦ, в Чернигове по ул. Толстого;
- Тепловая электростанция в Бердичеве (1958—1962)[2].

### Рестораны
- Ресторан «Гостиный Двор» (интерьер и барная стойка), Киев (1988)[2];
- Ресторан «Восточный», Киев (1994)[2] (на Подоле);
- Ресторан в гостинице Днепропетровская, Киев;
- Ресторан «За Двумя Зайцами» на Андреевском спуске, Киев.

### Гостиницы
- Интерьеры мебели гостиницы «Градецкая», Чернигов (1979);
- Интерьеры гостиницы «Театральная» ул. Владимирская, Киев (1979—1987)[2];
- Интерьеры и оборудование дома отдыха «Авангард» в Немирове (1982);
- Интерьеры гостиницы «Житомир», Житомир (1983)[2];
- Интерьеры гостиницы «Днепропетровск», Днепропетровск (1985)[2];
- Интерьеры и мебель гостиницы «Чёрное Море», Одесса;
- Интерьеры гостиницы «Русь» в Киеве;
- Интерьеры гостиницы «Киев» в Киеве.

### Общественные здания
- Набор секционно-стеллажной мебели для двухкомнатной квартиры (серия К-58-117). (Массовое производство в Киевском, Омском и др. Совнархозах, 1958) Премия 1-го Всесоюзного конкурса мебели в Москве (1958);
- Набор мебели № 49 для двухкомнатной квартиры (с применением гнутоклеенных элементов). Совместно с худ. Однопозовым (Киевская экспериментальная фабрика, 1959);
- Изделия мебели для Дворца бракосочетания в г. Киеве. (Фабрика им. Боженко, 1960);
- Оборудование жилого экспериментального дома в г. Краматорске. Совместно с арх. Сениным (Житомирский мебельный комбинат экспериментальная мебельная фабрика в Киеве) (1960);
- Изделия и оборудование групповых комнат детского сада (Житомирский мебельный комбинат) (1960 г.) — Большая медаль ВДНХ СССР;
- Мебель для типовых квартир (Житомирский мебельный комбинат и мебельная фабрика в Беличах) (1961);
- Набор мебели с применением гнутоштампованных элементов. Совместно с худ. Однопозовым (Экспериментальная мебельная фабрика; 1961). Премия II-го Всесоюзного конкурса в Москве;
- Оборудование спальных корпусов школ-интернатов (Киевская экспериментальная мебельная фабрика) (1962 г.) — медаль ВДНХ СССР;
- Набор мебели для однокомнатной квартиры (Броварской завод холодильников, 1962);
- Оборудование кабинетов физики и химии; наборы оборудования гардеробов в школах (Министерство просвещения УССР Ужгородский мебельный комбинат). Внедрено в экспериментальных школах. г. Ужгород (1964);
- Шкафы-перегородки для школьных зданий. (Киевская экспериментальная мебельная фабрика) Выставка передового опыта УССР (1964);
- Интерьер клуба в селе Мироновка. с. Мироновка (1964);
- Интерьеры и оборудование экспериментальных школ. Школа № 138 на 1640 учащихся в Киеве; Экспериментальная школа № 5 (на 2032 учащихся) в Донецке; школа 2600 учащихся в Ташкенте и др. (1965—1970);
- Интерьеры и оборудование общественных и административных зданий. (Дома торговли и полит просвещения в Киеве.) Киев (1971—1976);
- Оборудование для дома Торговли в г. Киеве (1976)[2];
- Интерьеры и оборудование аптеки. Аптека № 370 Академии Наук УССР г. Киев (1975);
- Интерьеры и оборудование аптеки. Аптека № 35 г. Киев (1979);
- Интерьер и оборудование зала депутатов Верховного совета на Киевском железнодорожном вокзале (1979);
- Оборудование рабочих мест зданий управления и конструкторско-проектных организаций, Москва (1980);
- Оборудование рабочих мест зданий управления и конструкторско-проектных организаций, Минск (1981);
- Встроенное оборудование для жилых домов серии 96 с объёмными блоками (ПЗБ, КиевЗНИЭП, Киев (1982);
- Интерьеры и оборудование 4-х макетов квартир (1985) — медаль ВДНХ;
- Мебель и оборудование для Национального дворца искусств «Украина» (1987);
- Интерьер и оборудование вестибюля и столовой экспериментального завода КиевЗНИЭП (КиевЗНИЭП, Киев; 1987);
- Мебель для Трапезной Михайловского монастыря и реконструкция интерьера. (Реставрационные мастерские и Софиевский заповедник, Киев; 1987);
- Интерьеры и оборудование вестибюля и артистических помещений и проектирование кресел для зрительного зала дворца «Украина» (Киев; 1987);
- Интерьеры и оборудование жилых домов Киевского Военного Округа «Мобиль» (Военные городки КВО; 1987—1988);
- Интерьеры и мебель для «Контрактового дома» в Киеве. (Заповедник «Древний Киев»; 1989);
- Рабочие места проектировщиков и научных работников (КиевЗНИИЭП) в Киеве (1990).

### Проекты, многократно использовавшиеся в различных отраслях
- Встроенное оборудование для жилых домов АППС. К-134, 176, 161 (Минлеспром УССР, Госстрой УССР), Киев (1987);
- Эталонный проект интерьера квартир для типовых проектов жилых домов улучшенной отделки и оборудования с использованием средств населения. (Госстрой УССР, Киев; 1987);
- Стойки, интерьеры вестибюлей и номеров гостиниц;
- Типовые наборы мебели для гостиниц;
- Мебель и оборудование интерьеров детских садов (а также мебель и оборудование игральных комнат и физкультурных залов);
- Мебель и оборудование интерьеров аптек (внедрено в аптеках города Киева);
- Секционная мебель для квартир.

### Другие проекты
Архитектором были разработаны интерьеры нескольких частных дизайнерских магазинов одежды (в том числе два магазина одежды Жана-Мишеля на площади Б. Хмельницкого и возле Пассажа в Киеве), интерьеры частных особняков (в Козинe возле Киева) и пр.